# Ginnastica Pro Chiavari
L'Associazione Sportiva Dilettantistica Ginnastica Pro Chiavari è una società polisportiva italiana con sede a Chiavari.
Fondata nel 1893, fu in ordine temporale la quarta società di ginnastica della Liguria ad affiliarsi alla Federazione Ginnastica Nazionale Italiana, dopo la Cristoforo Colombo, la Savonese e la Sampierdarenese. In oltre 120 anni di storia ha condotto la sua attività in molteplici discipline, la specialità più duratura ed in cui ha raggiunto i maggiori successi è quella della ginnastica artistica. Fu tra le società fondatrici dell'Unione Nazionale Associazioni Sportive Centenarie d'Italia, pur non facendone più parte.

## Storia
La società venne fondata da trentasette soci coordinati da Luca Bartolomeo Scolari il 9 novembre 1893 come Società Ginnastica Pro Chiavari e suddivisa in cinque sezioni: atletica leggera, ciclismo, ginnastica, nuoto e scherma. Risale al 1894 la realizzazione del gonfalone sociale ed al 1895 l'affiliazione Federazione Ginnastica Nazionale Italiana, con conseguente partecipazione al III Concorso federale organizzato a Roma.

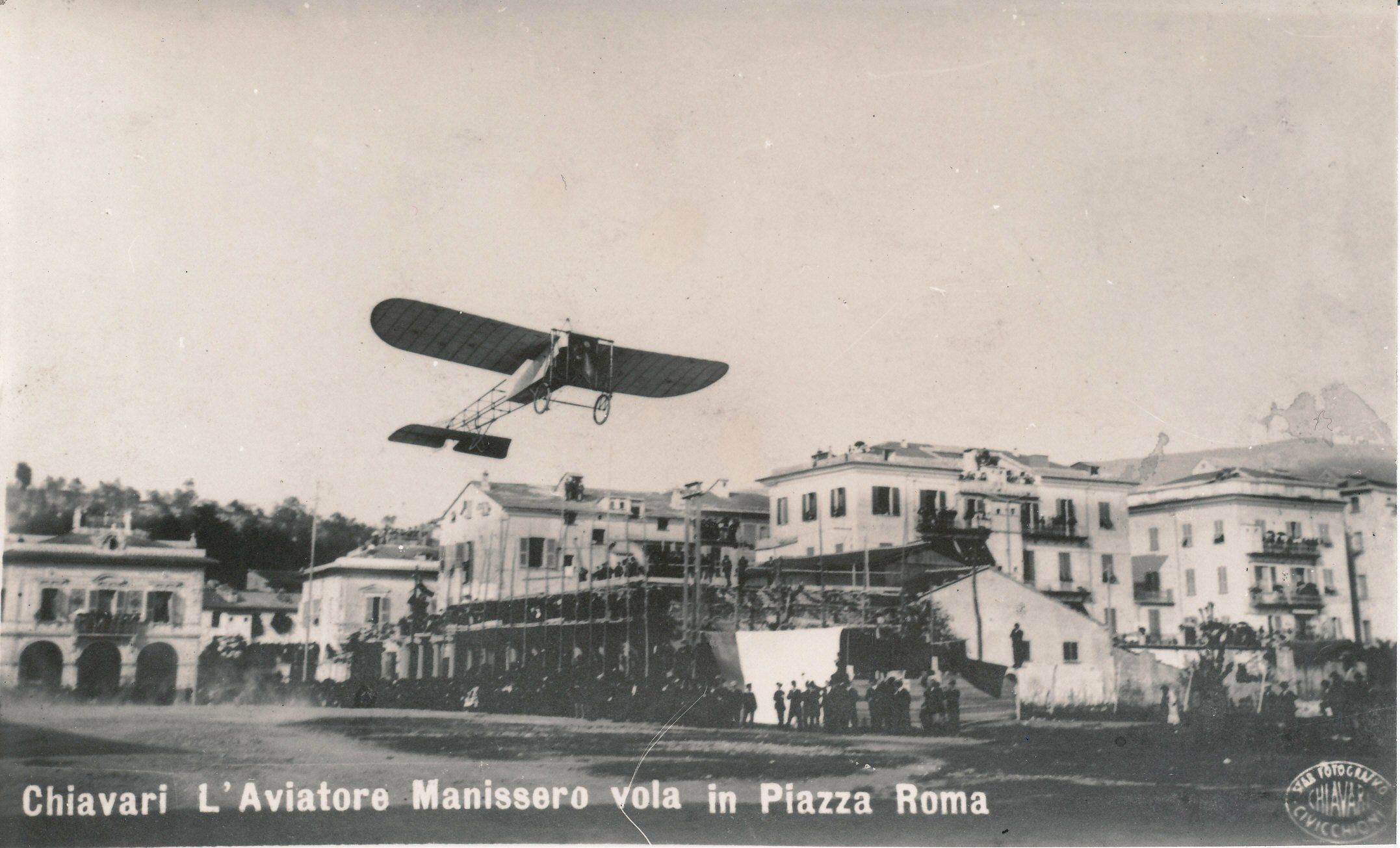
Festeggiamenti in onore di Enrico Millo il 23 agosto 1913

Per alcuni decenni la Pro Chiavari si occupò di attività anche estranee al mondo sportivo, come il corso floreale del 1901. Nel 1903 indisse una sottoscrizione per la realizzazione di una palestra il cui progetto venne pubblicato dalla rivista L'Architettura Italiana ed il primo ad aderire fu il re Vittorio Emanuele III. Nel 1908 vi fu l'organizzazione di iniziaive nel campo dell'alpinismo e della lotta. Nel 1911 - in occasione dell'inaugurazione di una nuova palestra - la squadra femminile tenne la sua prima esibizione.
Nel 1913, in occasione dei festeggiamenti per il chiavarese Medaglia d'oro al valor militare Enrico Millo, il sodalizio organizzò un'esibizione dell'aviatore Romolo Manissero presso piazza Roma. Nel 1915 venne avviata la pratica del calcio, seppur per un breve periodo. Nel 1931 la società organizzo un evento che coinvolse il poeta futurista Filippo Tommaso Marinetti e nel 1936 venne composto l'inno sociale.
Nel 1969 venne insignita della stella d'oro al merito sportivo e nel 2013, al compimento dei 120 anni di attività, ricevette i saluti del presidente del Comitato olimpico nazionale italiano Giovanni Malagò. Alle iniziative per i festeggiamenti presero parte il ginnasta Igor Cassina ed il paraciclista Vittorio Podestà. Nello stesso anno la Pro Chiavari collaborò con Anffas Onlus, anche in preparazione ai Giochi olimpici speciali.
Alcune delle sezioni hanno nel tempo interrotto la propria attività o sono divenute società indipendenti. Altre sono nate più recentemente, quali cheerleading e ginnastica acrobatica. Nel 2019 il presidente Alessandro Cuneo ha dichiarato di star valutando l'opportunità di avviare una sezione dedicata alla ginnastica ritmica.

## Presidenti
La Pro Chiavari ha avuto 19 presidenti.
- 1893-1894  Luca Bartolomeo Scolari
- 1894-1897  Anton Gildo Sanguineti
- 1897-1900  Giacomo Livellara
- 1900-1901  Luigi Monteverde
- 1901-1909  Giovanni B. Castagnola
- 1909-1915  Giulio Lavagna
- 1915-1919  Luigi Filippini
- 1919-1925  Eugenio Musto
- 1925-1926  Ruggero Franzoia
- 1926-1930  Giacinto Corti
- 1930-1947  Andrea Raffo
- 1947-1953  Ernesto Monteverde
- 1953-1955  Ugo Campana
- 1955-1961  Giovanni Croce
- 1961-1963  Giorgio Croce
- 1963-1980  Pietro Solari
- 1980-2009  Luciano Pianigiani
- 2009-2015  Martino Chiartelli
- 2015-  Alessandro Cuneo

## Sezioni

### Alpinismo
Nel 1908 la società organizzò una spedizione per raggiungere la vetta del Cervino, interamente composta da cittadini chiavaresi. L'attività alpinistica venne nel tempo abbandonata.

### Atletica Leggera
La Pro Chiavari organizzò nel 1907 il Giro di Chiavari, disputato su una distanza di 6 km e vinto da Emilio Lunghi. Al secondo posto si classificò Vittorio Righi del Veloce Club Chiavari, società che nel 1908 si occupò dell'organizzazione di marce cittadine. L'attività venne abbandonata da entrambe le società.

### Calcio

Un incontro al campo sportivo di Corso Dante, originariamente allestito per la Pro Chiavari.

La sezione calcio nacque nell'aprile 1915 attraverso l'assorbimento dell'Entella, formazione cittadina fondata circa un anno prima che era solita disputare gare amichevoli presso piazza Roma. Data l'impossibilità ad iscriversi ad un campionato a causa dell'assenza di un campo omologabile presso la Federazione Italiana Giuoco Calcio ed il crescente interesse dei cittadini, il comune si prodigò per la creazione del campo sportivo di Corso Dante, inaugurato il 16 maggio con un'amichevole tra Pro Chiavari e Sampierdarenese terminata 2-2. L'entrata nella prima guerra mondiale da parte dell'Italia provocò la sospensione dei campionati ufficiali e la Pro Chiavari proseguì con gli incontri amichevoli, tornando a disputarli in piazza Roma perché l'area di corso Dante venne adibita a coltura. Uno dei calciatori più rappresentativi della società fu Enrico Sannazzari.
Dalla fine del 1917 l'Entella tornò ad essere una società indipendente, nel 1919 riprese ad utilizzare il campo di Corso Dante e nel 1920 si iscrisse al suo primo campionato ufficiale. Le due società hanno mantenuto nel tempo buoni rapporti e due presidenti sono stati alla guida - in momenti diversi - di entrambi i sodalizi: Ruggero Franzoia e Ugo Campana. In occasione dei 120 anni di attività della Pro Chiavari, il presidente della Virtus Entella Antonio Gozzi presenziò ai festeggiamenti.

### Cheerleading
Nel 2017 la Pro Chiavari ha assorbito la società Predatori Cheerleading, nata come seguito della squadra di football americano Predatori Golfo del Tigullio.

### Ciclismo
Alla fondazione, la Pro Chiavari organizzò tra le altre la sezione ciclismo, attività successivamente abbandonata. Già nel 1919 venne fondata un'altra polisportiva cittadina, lo Sport Club Aurora, che avviò da subito la propria sezione ciclismo.

### Ginnastica acrobatica
La Pro Chiavari eroga corsi di ginnastica acrobatica.

### Ginnastica artistica

Guido Figone, ginnasta olimpionico della Pro Chiavari.

Prima dell'istituzione dei Campionati italiani, la società prese parte ai Concorsi organizzati a livello nazionale dalla Federazione stessa. In occasione del X Concorso disputatosi a Venezia nel 1920 la squadra femminile ottenne il titolo di Campione d'Italia; si classificò invece seconda nel 1922 all'XI Concorso tenutosi a Trieste.
L'atleta maggiormente rappresentativo della società fu Guido Figone, recordman di vittorie nel Concorso individuale ai Campionati italiani assoluti con 8 successi consecutivi dal 1948 al 1955 e olimpionico ai Giochi di Londra 1948 e Helsinki 1952. Nell'edizione del 1948 durante la premiazione della competizione del cavallo con maniglie - da lui conclusa al quinto posto - gli venne erroneamente consegnata la medaglia di bronzo.
La squadra maschile ha partecipato al Campionato di Serie A2 per diversi anni, fino al 2012. Atleti della Pro Chiavari hanno vinto titoli nazionali anche a livello giovanile. La palestra attualmente utilizzata dalla società, intitolata a Guido Figone, è stata inaugurata nel 2006 e nel 2020 ha subito dei danni strutturali.

### Lotta
La Pro Chiavari organizzò nel 1908 una gara nazionale di lotta. La disciplina venne nel tempo abbandonata e a Chiavari venne fondata nel 1954 una nuova società dedicata alla lotta: la Chiavari Ring.

### Nuoto
Nei primi anni di attività la Pro Chiavari praticò il nuoto di fondo, occupandosi anche dell'organizzazione di competizioni. L'atleta della società Vittorio Semorile ottenne una medaglia d'oro ai Campionati italiani estivi di nuoto 1904 e medaglie di argento e di bronzo in questa ed altre edizioni, come in quella del 1902 in cui nell'unica gara in programma lui e Nicola Lagomaggiore - sempre in forza alla Pro Chiavari - occuparono i due gradini più bassi del podio. Ai Campionati italiani estivi di nuoto 1910 la staffetta della Pro Chiavari composta da Sanguineti, Capello e lo stesso Semorile ottenne la medaglia d'argento nella 3x200 m in mare.
Nel tempo la società abbandonò la disciplina e l'eredità cittadina venne raccolta dalla Chiavari Nuoto, fondata come Rari Nantes Chiavari il 5 settembre 1946.

### Scherma
Alla fondazione, la Pro Chiavari organizzò tra le altre la sezione scherma, attività successivamente abbandonata. L'attuale compagine cittadina Chiavari Scherma è nata nel 1967.